# RD-180
RD-180 je dvoukomorový raketový motor na kapalná paliva ruské konstrukce, využívající uzavřeného cyklu. Byl vyvinut ze čtyřkomorového motoru RD-170, používaného na raketách Eněrgija. Je vybaven jednou turbočerpadlovou jednotkou, která obsluhuje obě spalovací komory. Práva na používání motoru zakoupila na počátku 90. let společnost General Dynamics (později je získal Lockheed Martin) pro projekt pokročilé nosné rakety a program Atlas. V současné době je vyráběn společným podnikem firem NPO Energomaš a Pratt & Whitney, nazývaným RD AMROSS.
V roce 2014 v souvislosti s ruskou anexí Krymu začala ULA z bezpečnostních důvodů hledat pro motor RD-180 používaný u prvního stupně rakety Atlas V náhradu, rozhodla se proto investovat do vývoje motoru BE-4 společnosti Blue Origin.
 
V roce 2021 přestala ULA nabízet starty raket Atlas V.

V roce 2022, v rámci sankcí uvalených na Rusko v souvislosti s ruskou invazí na Ukrajinu, byly dodávky z Ruska ukončeny.

## Historie
RD-180 je zmenšenou verzí motoru RD-170, má jen dvě komory a některé součásti byly upraveny pro potřeby raket Atlas III a Atlas V. S motorem RD-170 má totožných až 70% všech součástí a jediná část, která vyžadovala výraznější předělání, byla jednotka turbočerpadel. Vývoj motoru byl relativně rychlý, trval 42 měsíců a stál pouze zlomek ceny oproti běžným nákladům na vývoj nového motoru. Prvně byl použit na raketě Atlas IIA-R (R jako Rusko), kde nahradil hlavní motor RS-56 OSA. Atlas IIA-R byl později přeznačen na Atlas III. RD-180 byl upraven pro použití na prvním stupni CCB (Common Core Booster) rakety Atlas V.

## Technický popisek

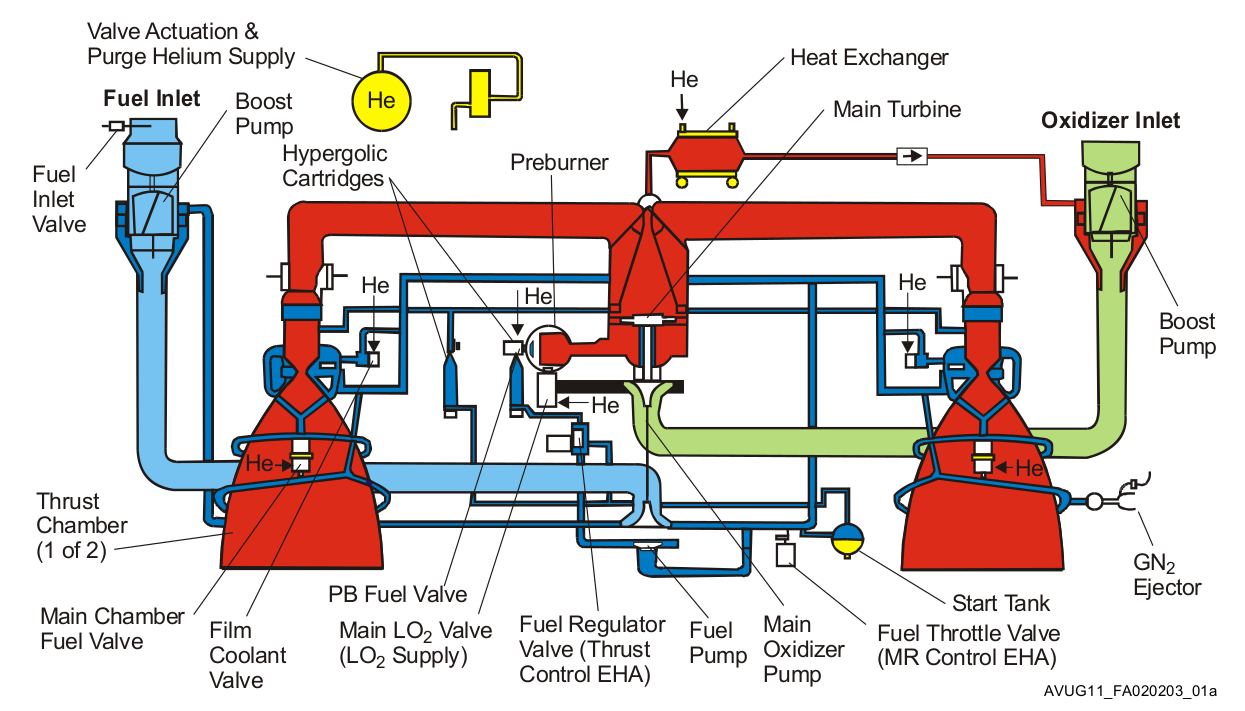
Technický popisek RD-180.

Motor spaluje kapalný kyslík a RP-1 (petrolej). Pro pohon turbočerpadel je využit vysokotlaký uzavřený cyklus bohatý na kyslík, který poskytuje vyšší tah a specifický impuls. Směs spalovaná ve spalovací komoře hnací turbíny turbočerpadel je velmi bohatá na kyslík (celý objem kapalného kyslíku prochází touto komorou), což zvyšuje výkon v poměru hmotnosti hnací jednotky a dává dostatečný tlak pro vstřikování paliva do hlavních spalovacích komor. Palivový systém využívá jednohřídelové uspořádání s jednou spalovací turbínou. Palivové turbočerpadlo je dvoustupňové a turbočerpadlo kapalného kyslíku je jednostupňové. Systém naklánění motoru je řešen pomocí čtyř hydraulických ovládacích prvků. Hydraulický systém využívá jako tlakovou kapalinu palivo RP-1 hnané do systému přímo z palivového turbočerpadla. Motor také disponuje autodiagnostickým systémem a dokáže tak určit svoji předpokládanou životnost. Předletová příprava je plně automatizovaná a zážehový systém je zabezpečen proti nežádoucím únikům nespáleného paliva. Tah může být regulován v rozsahu 40-100%. Tryska a spalovací komora jsou chlazeny regenerativně.